# Hermann von Bredow
Hermann Paul Max Werner von Bredow (* 4. November 1893 in Wilhelmshaven; † 10. März 1954 in Westerland auf Sylt) war ein deutscher Konteradmiral der Kriegsmarine.

## Leben
Hermann von Bredow entstammte dem Adelsgeschlecht derer von Bredow und war das zweite Kind des späteren Konteradmirals Ernst Joachim Karl von Bredow (1858–1914) und der Ella Marianne Eveline Sophie (1865–1944), geb. Freiin von Meyern-Hohenberg.
Hermann von Bredow trat im April 1912 in die Kaiserliche Marine ein, diente zunächst auf dem Linienschiff Wettin und wurde Fähnrich zur See. Am 22. März 1915 wurde er zum Leutnant zur See befördert. Acht Monate später kam er zur Nordseevorpostenflottille und wurde hier Wachoffizier des Torpedobootes S 127. Ab Juli 1916 war er Kommandant des Torpedobootes. Später nahm er an dem zweiten Seegefecht bei Helgoland als Kommandant des Vorpostenbootes Kehdingen teil, welches im November 1917 versenkt wurde. Anschließend kam die gesamte Besatzung in britische Kriegsgefangenschaft, wo Bredow bis zum Ende des Ersten Weltkrieges verblieb.
Am 22. Juli 1919 wurde er mit Patent vom 25. Dezember 1917 zum Oberleutnant zur See befördert und in die Reichsmarine übernommen. Am 1. Februar 1924 wurde er Kapitänleutnant.
Mit der Indienststellung Anfang Februar 1936 wurde er als Korvettenkapitän Kommandant des Artillerieschulschiffs Brummer. In dieser Position wurde er zum Fregattenkapitän befördert und blieb in diesem Kommando bis August 1937.
Vom 12. April 1939 an war Hermann von Bredow als Kapitän zur See Festungskommandant in Memel, ein selbstständiger Dienstposten, der in dieser Zeit neu eingerichtet worden war. Zugleich war er Kommandeur der ebenfalls neu aufgestellten VII. Marine-Artillerie-Abteilung. Anschließend war er von der Aufstellung des Dienstpostens im Juli 1940 an bis August 1940 Kommandant der Seeverteidigung Polarküste und blieb auch nach der Überführung der Dienststelle in den Seekommandant Tromsö dort bis September 1940 Seekommandant. Anschließend war Bredow bis Januar 1945 Kommandant der Seeverteidigung Kristiansand-Süd. Zum 1. November 1942 wurde er in dieser Position zum Konteradmiral befördert. Von Februar 1945 bis Kriegsende war er Inspekteur Marinegasschutz- und Luftinspektion. Zu Kriegsende kam er in Kriegsgefangenschaft, aus welcher er am 21. Februar 1947 entlassen wurde.
Am 8. Juni 1921 heiratete er in Kiel Ellinor Gustave Ida von Dresky (1897–1974), Tochter des Vizeadmirals der Kaiserlichen Marine Erich von Dresky (1850–1918) und der Ida Johannsen. Aus der Ehe gingen vier Söhne hervor. Der älteste davon, Klaus Joachim Erich von Bredow (* 1. April 1922 in Kiel), fiel am 19. April 1945 als Oberleutnant zur See auf U 879, auf See vor New York.